# 老板节
老板节（Boss's Day、Bosses Day或Boss' Day ）是美国的一個即日，通常是在10月16日或前后慶祝。这一天员工要感谢老板一年来對員工的友善和公平。 

## 歷史
1958年，帕特里夏·贝斯·哈罗斯基 (Patricia Bays Haroski) 在美國商會申請注册“全国老板日”，日期定為10月16日。当时她正在迪爾菲爾德一家保险公司担任父亲的秘书，10月16日是她父親的生日。 
帕特里夏·贝斯·哈罗斯基申請註冊的目的是為了向她的上司表示感謝。她認為此舉可以改善經理與員工之間的關係。哈羅斯基認為年輕的員工有時候不理解他們的主管在工作中付出的辛勞和奉獻，以及他們所面臨的挑戰。1962年，伊利諾州州長奧托·科納支持哈羅斯基的註冊申請並正式宣布這一天為法定節日。 
1979年，霍尔马克卡片開始出售老板节賀卡。 2007年，该公司的老板节賀卡業務擴大了28% 

## 批評
有人认为这是一个毫无意义的節日，因為這種節日會给员工帶來压力，從而讓員工去恭維那些收入比他们高、權力比他們大的经理。美国新闻与世界报道的艾莉森·格林（Alison Green）也反對這一節日，她認為員工沒有義務給領導或老闆買禮物，應該是老板送禮物给员工，而不是相反。
人力资源管理协会建议，在大公司中，让人力资源部门去送禮物給公司內的領導可能更合适。 